# Julian Garritzmann
Julian L. Garritzmann (* 1986) ist ein deutscher Politikwissenschaftler. Er ist Professor an der Goethe-Universität Frankfurt.

## Werdegang
Nach dem Abitur am Geschwister-Scholl-Gymnasium Pulheim studierte Julian Garritzmann Politikwissenschaft, Philosophie und Germanistik an der Universität zu Köln (2005–2011).
Es folgte eine Promotion (2011–2014) in Politikwissenschaft am Fachbereich Politik- und Verwaltungswissenschaft der Universität Konstanz. Seine Dissertation „The Political Economy of Higher Education Finance“ (erschienen bei Palgrave Macmillan) untersucht die Rolle von politischen Parteien in der Hochschulpolitik, insbesondere der Hochschulfinanzierung. Gastaufenthalte während der Promotion führten ihn u. a. an die Harvard University.
Nach der Promotion forschte und lehrte Julian Garritzmann als Postdoc an der Universität Konstanz sowie als Oberassistent am Lehrstuhl von Silja Häusermann am Institut für Politikwissenschaft der Universität Zürich. Weitere Gastaufenthalte folgten u. a. an der Duke University und der Rutgers University. Als Max Weber Fellow forschte Julian Garritzmann ein Jahr am Europäischen Hochschulinstitut (EUI) in Florenz.
Zum 1. Januar 2020 wurde Julian Garritzmann als Professor für Politikwissenschaft mit Schwerpunkt Bildungspolitik und Politische Sozialisationsforschung an das Institut für Politikwissenschaft am Fachbereich Gesellschaftswissenschaft der Goethe-Universität Frankfurt berufen.
Julian Garritzmann ist Vorsitzender (mit Natascha van der Zwan und Tomasz Inglot) des Forschungsnetzwerks „Political Economy and Welfare“ des Council for European Studies (CES).

## Auszeichnungen
Seine mit summa cum laude bewertete Dissertation wurde u. a. mit dem Nachwuchspreis der Deutschen Vereinigung für Politikwissenschaft (DVPW) und dem Doctoral Researcher Prize des European Social Policy Analysis Network (ESPAnet) ausgezeichnet und war ein Finalist für den Deutschen Studienpreis. Eine Forschungsarbeit zur Macht von politischen Oppositionen wurde mit dem Nachwuchspreis der Schweizer Vereinigung für Politikwissenschaft (SVPW) prämiert.

## Forschungsschwerpunkte
Julian Garritzmann forscht im Teilgebiet der Vergleichenden Politikwissenschaft insbesondere in den Bereichen der Vergleichenden Politischen Ökonomie, der Politikfeldanalyse (Public Policy) und der Wohlfahrtsstaatsforschung/vergleichenden Sozialpolitikforschung. Schwerpunkte liegen auf der Rolle von politischen Parteien, öffentlicher Meinung und Interessengruppen für Bildungssysteme und -politik sowie Sozialpolitik. Ein weiterer Schwerpunkt liegt auf der Erforschung von politischer Opposition.

## Schriften (Auswahl)
- Kapitalismus zur Einführung, Junius Verlag, Hamburg 2023, ISBN 978-3-96060-335-1.
- mit Silja Häusermann und Bruno Palier: The World Politics of Social Investment. Volume 2: The Politics of Varying Social Investment Strategies. Oxford University Press, Oxford 2022.
- mit Silja Häusermann und Bruno Palier: The World Politics of Social Investment. Volume 1: Welfare States in the Knowledge Economy. Oxford University Press, Oxford 2022.
- mit Leonce Röth und Hanna Kleider: Policy-making in Multilevel Systems: Ideology, Authority, and Education. Comparative Political Studies, 2021, 54(12), 2155–2190. doi:10.1177/0010414021997499
- mit Marius R. Busemeyer und Erik Neimanns: A Loud but Noisy Signal? Public Opinion and the Politics of Education Reform in Western Europe. Cambridge University Press, Cambridge 2020.
- mit Marius R. Busemeyer und Erik Neimanns: Public Demand for Social Investment: New Supporting Coalitions for Welfare State Reform in Western Europe? Journal of European Public Policy, 2018, 25(6): 844–861.
- mit Marius R. Busemeyer: Public Opinion on Policy and Budgetary Trade-offs in European Welfare States: Evidence from a New Comparative Survey. Journal of European Public Policy, 2017, 24(6): 871–889.
- How Much Power Do Oppositions Have? Comparing the Opportunity Structures of Parliamentary Oppositions in 21 Democracies. Journal of Legislative Studies, 2017, 23(1): 1–30.
- The Political Economy of Higher Education Finance. The Politics of Tuition Fees and Subsidies in OECD Countries, 1945–2015. Palgrave Macmillan, Basingstoke 2016.